# Ramy Youssef
Ramy Youssef (New York, 26 marzo 1991) è un attore, sceneggiatore e comico statunitense di origini egiziane.

## Biografia
È noto principalmente per il ruolo di Ramy Hassan nella serie televisiva Ramy, per il quale si è aggiudicato un Golden Globe. Partecipa al film del 2023 Povere creature!, diretto da Yorgos Lanthimos, adattamento dell'omonimo romanzo di Alasdair Gray in concorso alla 80ª edizione della Mostra internazionale d'arte cinematografica di Venezia, con Emma Stone, Willem Dafoe, Margaret Qualley e Mark Ruffalo.

## Filmografia

### Attore

#### Cinema
- Proprio lui? (Why Him?), regia di John Hamburg (2016)
- Don't Worry (Don't Worry, He Won't Get Far on Foot), regia di Gus Van Sant (2018)
- Povere creature! (Poor Things), regia di Yorgos Lanthimos (2023)

#### Televisione
- Un papà da Oscar (See Dad Run) – serie TV, 45 episodi (2012-2014)
- Nicky, Ricky, Dicky & Dawn – serie TV, episodio 2x05 (2015)
- Una pazza crociera (One Crazy Cruise), regia di Michael Grossman – film TV (2015)
- Mr. Robot – serie TV, 3 episodi (2017)
- Ramy – serie TV, 30 episodi (2019-2022)

### Doppiatore
- Wish, regia di Chris Buck e Fawn Veerasunthorn (2023)

### Regista
- Ramy (12 episodi, 2019-2022)
- The Bear (episodio 2x04, 2023)

### Sceneggiatore
- Ramy (2019-2022)
- Mo (2022-2025)

### Produttore
- Number 1 Happy Family USA (2025)

## Riconoscimenti
- Golden Globe
  - 2020 – Miglior attore in una serie commedia o musicale per Ramy
  - 2021 – Candidatura al miglior attore in una serie commedia o musicale per Ramy
  - 2025 - Candidatura ala miglior performance comica per Ramy Youssef: More Feelings
- Teen Choice Awards
  - 2020 – Candidatura al miglior attore in una serie comica

## Doppiatori italiani
Nelle versioni in italiano dei suoi film, Ramy Youssef è stato doppiato da:
- Emanuele Ruzza in Povere creature!, The Studio, Mountainhead

Da doppiatore è stato sostituito da:
- Lorenzo D'Agata in Wish